# Martina Alzini
Martina Alzini (Legnano, 10 febbraio 1997) è una ciclista su strada e pistard italiana che corre per il team Cofidis. Specialista dell'inseguimento su pista, in carriera ha vinto il titolo mondiale 2022 di inseguimento a squadre e la medaglia d'argento mondiale 2021 di specialità, oltre a quattro medaglie europee Elite e l'oro nell'inseguimento a squadre ai Giochi europei 2019.

## Carriera

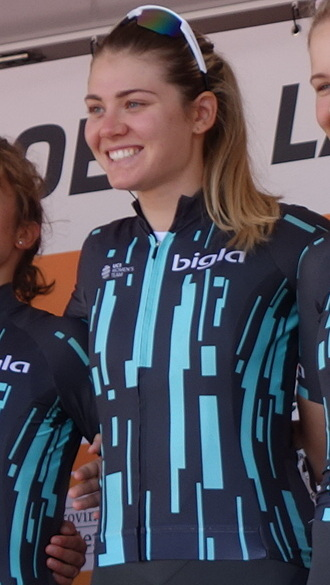
Alzini nel 2019 in maglia Bigla

Nata nel 1997 a Legnano, in provincia di Milano, vive a Parabiago e nel 2013 vince la medaglia d'oro nella gara in linea su strada al Festival olimpico della gioventù europea di Utrecht.
Nel 2014 è campionessa italiana Juniores su pista nell'inseguimento a squadre (con Claudia Cretti, Silvia Persico e Katia Ragusa) e nell'Omnium; sempre su pista partecipa ai Mondiali di categoria a Seul e agli Europei ad Anadia, vincendo due argenti mondiali, nell'inseguimento a squadre (con Claudia Cretti, Daniela Magnetto Allietta e Maria Vittoria Sperotto) e nell'omnium. Nel 2015, su strada, vince il Giro della Provincia di Pordenone e partecipa alla gara in linea Junior agli Europei a Tartu, piazzandosi quinta. Su pista conquista invece un'altra medaglia mondiale Juniores, il bronzo nell'omnium, durante la rassegna iridata svoltasi ad Astana.
Nel 2016 debutta su strada nella categoria Elite con la Alé Cipollini su strada; su pista vince l'argento nell'inseguimento a squadre Under-23 (con Claudia Cretti, Michela Maltese e Francesca Pattaro) agli Europei di categoria a Montichiari. L'anno seguente vince il Memorial Diego e Stefano Trovò su strada a Schiavonia d'Este, prendendo inoltre parte alla gara in linea Under-23 agli Europei di Herning, terminando 61ª. Su pista diventa invece campionessa europea Under-23 di inseguimento a squadre (con Elisa Balsamo, Marta Cavalli e Francesca Pattaro) durante la rassegna continentale svoltasi a Sangalhos.
Nel 2018 passa all'Astana; in stagione vince la Coppa Caivano (valida come tappa del Giro della Campania in Rosa) e partecipa tra le altre al Giro d'Italia, ritirandosi, e al Giro delle Fiandre, arrivando 58ª. Su pista, contemporaneamente, approda in nazionale maggiore, partecipando alla gara di inseguimento individuale ai Mondiali di Apeldoorn, terminando 12ª, e, sempre nell'inseguimento individuale, agli Europei Elite di Glasgow, arrivando 9ª. Nello stesso anno conquista oro e argento europei Under-23 ad Aigle, rispettivamente nell'inseguimento a squadre (con Balsamo, Cavalli, Vittoria Guazzini e Letizia Paternoster) e in quello individuale.
Nel 2019 passa alla formazione svizzera Bigla. In stagione ottiene i principali risultati su pista: vince la prova di Coppa del mondo di inseguimento a squadre a Hong Kong in quartetto con Balsamo, Cavalli e Paternoster, e il terzo titolo europeo Under-23 di inseguimento a squadre (pur da riserva) a Gand con Balsamo, Cavalli, Guazzini e Paternoster; è poi medaglia di bronzo nell'inseguimento a squadre agli Europei Elite di Apeldoorn con le stesse quattro compagne. Partecipa anche ai Giochi europei di Minsk, arrivando 39ª nella gara in linea su strada, quinta nell'inseguimento su pista e soprattutto vincendo la medaglia d'oro nell'inseguimento a squadre su pista in quartetto ancora con Balsamo, Cavalli e Paternoster.

### Vita privata
Martina Alzini è stata la compagna di Benjamin Thomas fino al 2024.

## Palmarès

### Pista
- 2014 (juniores)

Campionati italiani, Inseguimento a squadre Juniores (con Claudia Cretti, Silvia Persico e Katia Ragusa)
Campionati italiani, Omnium Juniores
- 2017

Campionati europei Jr & U23, Inseguimento a squadre Under-23 (con Elisa Balsamo, Marta Cavalli e Francesca Pattaro)
- 2018

Campionati europei Jr & U23, Inseguimento a squadre Under-23 (con Elisa Balsamo, Marta Cavalli, Letizia Paternoster e Vittoria Guazzini)
- 2019

6ª prova Coppa del mondo 2018-2019, Inseguimento a squadre (Hong Kong, con Elisa Balsamo, Marta Cavalli e Letizia Paternoster)
Giochi europei, Inseguimento a squadre (con Elisa Balsamo, Marta Cavalli e Letizia Paternoster)
Campionati europei Jr & U23, Inseguimento a squadre Under-23 (con Elisa Balsamo, Marta Cavalli, Letizia Paternoster e Vittoria Guazzini)
- 2020

Tre giorni di Aigle, Inseguimento individuale
Campionati italiani, Corsa a eliminazione
- 2021

Campionati italiani, Scratch
- 2022

Memorial Attilio Pavesi, Corsa a punti
Campionati italiani, Inseguimento individuale
Campionati italiani, Corsa a punti
Campionati del mondo, Inseguimento a squadre (con Elisa Balsamo, Chiara Consonni, Martina Fidanza e Vittoria Guazzini)
- 2025

Campionati europei, Inseguimento a squadre

### Strada
- 2015 (juniores)

Giro della Provincia di Pordenone
- 2017 (Alé, una vittoria)

Memorial Diego e Stefano Trovò
- 2018 (Astana, due vittorie)

Coppa Caivano (valida come 3ª tappa Giro della Campania in Rosa)
- 2022 (Cofidis Women Team, una vittoria)

4ª tappa Bretagne Ladies Tour (Loudéac > Pontivy)

## Piazzamenti

### Grandi Giri
- Giro d'Italia

2018: non partita (6ª tappa)
2022: 48ª
- Tour de France

2022: ritirata (6ª tappa)
2023: ritirata (7ª tappa)

#### Classiche
- Giro delle Fiandre

2018: 58ª
2019: ritirata
- Parigi-Roubaix

2022: 50ª

### Competizioni mondiali
- Campionati del mondo su pista

Seul 2014 - Inseguimento a squadre Juniors: 2ª
Seul 2014 - Omnium Juniors: 2ª
Astana 2015 - Inseguimento a squadre Juniors: 7ª
Astana 2015 - 500 m a cronometro Juniors: 17ª
Astana 2015 - Omnium Juniors: 3ª
Astana 2015 - Velocità Juniors: 19ª
Apeldoorn 2018 - Inseguimento individuale: 12ª
Pruszków 2019 - Inseguimento a squadre: 5ª
Berlino 2020 - Inseguimento a squadre: 7ª
Roubaix 2021 - Inseguimento a squadre: 2ª
Roubaix 2021 - Inseguimento individuale: 4ª
St. Quentin-en-Yv. 2022- Inseguimento a squadre: vincitrice
Ballerup 2024 - Inseguimento a squadre: 3ª
- Giochi olimpici

Tokyo 2020 - Inseguimento a squadre: 6ª

### Competizioni europee
- Campionati europei su pista

Anadia 2014 - Inseguimento ind. Juniores: 15ª
Anadia 2014 - Omnium Juniores: 6ª
Atene 2015 - 500 m a cronometro Juniores: 13ª
Atene 2015 - Omnium Juniores: 5ª
Montichiari 2016 - Inseg. a squadre Under-23: 2ª
Montichiari 2016 - Omnium Under-23: 8ª
Sangalhos 2017 - Inseg. a sq. Under-23: vincitrice
Aigle 2018 - Inseg. a squadre Under-23: vincitrice
Aigle 2018 - Inseguimento ind. Under-23: 2ª
Glasgow 2018 - Inseguimento individuale: 9ª
Gand 2019 - Inseg. a squadre Under-23: vincitrice
Apeldoorn 2019 - Inseguimento a squadre: 3ª
Apeldoorn 2019 - Inseguimento individuale: 9ª
Plovdiv 2020 - Inseguimento a squadre: 2ª
Plovdiv 2020 - Inseguimento individuale: 2ª
Grenchen 2021 - Inseguimento a squadre: 2ª
Grenchen 2021 - Inseguimento individuale: 4ª
Grenchen 2023 - Inseguimento a squadre: 2ª
Heusden-Zolder 2025 - Inseguimento a squadre: vincitrice
- Campionati europei su strada

Tartu 2015 - In linea Junior: 5ª
Herning 2017 - In linea Under-23: 61ª
- Giochi europei

Minsk 2019 - In linea: 39ª
Minsk 2019 - Inseguimento a squadre: vincitrice
Minsk 2019 - Inseguimento individuale: 5ª